# Эрзени
Эрзе́ни (Эрзен, Арзе́н, алб. Lumi i Erzenit) — река в Албании. Берёт исток у горы Дайти, близ села Шенгерги, восточнее столицы Албании, города Тирана. Впадает в бухту Лальза Адриатического моря, севернее мыса Пала и крупного порта Дуррес.
К северу от устья расположен заказник «Ррушкул» (категория МСОП — IV) площадью 650 га.

## Античный водопровод
Во времена Полибия Диррахиум (ныне Дуррес) снабжался питьевой водой из источника у деревни Арапай, расположенной к западу от города. С течением времени население города увеличилось и при императоре Адриане был сооружён водопровод, по которому вода шла из реки Улюлеус (теперь Эрзени). Близ источника у деревни Арапай найдена мраморная плита, содержащая надпись, что император Александр Север отремонтировал водопровод, построенный Адрианом для жителей Диррахиума. Эта плита находится в Париже, в Лувре. Сохранились остатки водопровода. Изнутри водопровод выложен кирпичами, имеющими форму правильных треугольников, высота его 1,15 м, ширина — 0,5 м.